# Pintor del corredor
El Pintor del corredor (también Pintor del sátiro corredor) fue un pintor de vasos que ya no se conoce por su nombre hoy en día y que fue un importante representante del estilo Fikellura de la pintura en vasos de la Grecia oriental en la segunda mitad del siglo VI a. C. en la época del estilo orientalizante.
Además del Pintor de Altenburg, es considerado el representante más importante del estilo Fikellura y el representante más importante del Grupo de corredores. Obtuvo su nombre convenido por la representación de un hombre soltero corriendo en un ánfora panzuda de cuello. Debajo de las asas estaba decorado con una gran voluta. Un vaso estilísticamente avanzado (en Oxford) muestra una liebre corriendo.